# هيرمان دبليو. هيلمان
هيرمان دبليو. هيلمان (بالإنجليزية: Herman W. Hellman) هو مصرفي أمريكي، ولد في 1843 في ريكيندورف في ألمانيا، وتوفي في 1906 في لوس أنجلوس في الولايات المتحدة بسبب السكري.